# سورانيب
سورانيب (بالإنجليزية: Sorafenib)‏ هو دواء يُستعمل في علاج:
- لوكيميا نخاعية حادة[10]
- سرطان الكلية[10]
- سرطانة الخلية الكلوية (منذ 20 ديسمبر 2005)[11]